# Villa La Sultana
Villa La Sultana è uno storico edificio di Ospedaletti sulla Riviera di Ponente, noto per essere stato il primo casinò d'Italia.

## Storia
Quello che fu il primo casinò italiano venne eretto tra il 1883 e il 1884 dalla Société Foncière Lyonnaise secondo il progetto dell'architetto nizzardo Sebastien Marcel Biasini. Il pittore Rodolfo Morgari eseguì decorazioni alle pareti. Nel 1905 la Société Foncière Lyonnaise decise di rimettere la licenza della casa da gioco alla prefettura. Questa venne quindi acquistata dalla vicina città di Sanremo, che avviò la costruzione del proprio Casinò municipale. Villa La Sultana divenne quindi sede di un circolo privato.
La struttura versa oggi in uno stato di profondo degrado e rovina.

## Galleria d'immagini

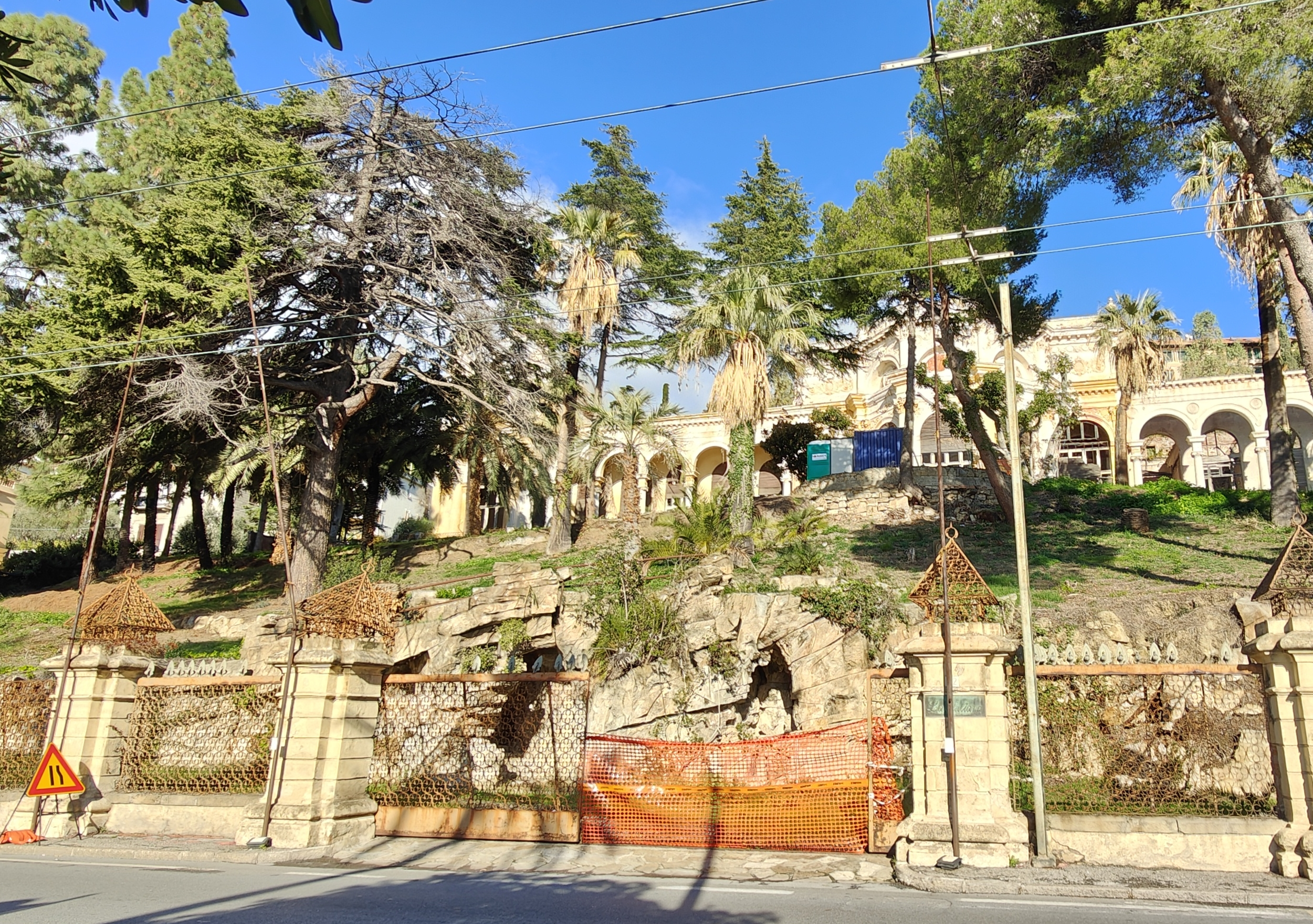
Il cancello d'entrata visto dalla SS1
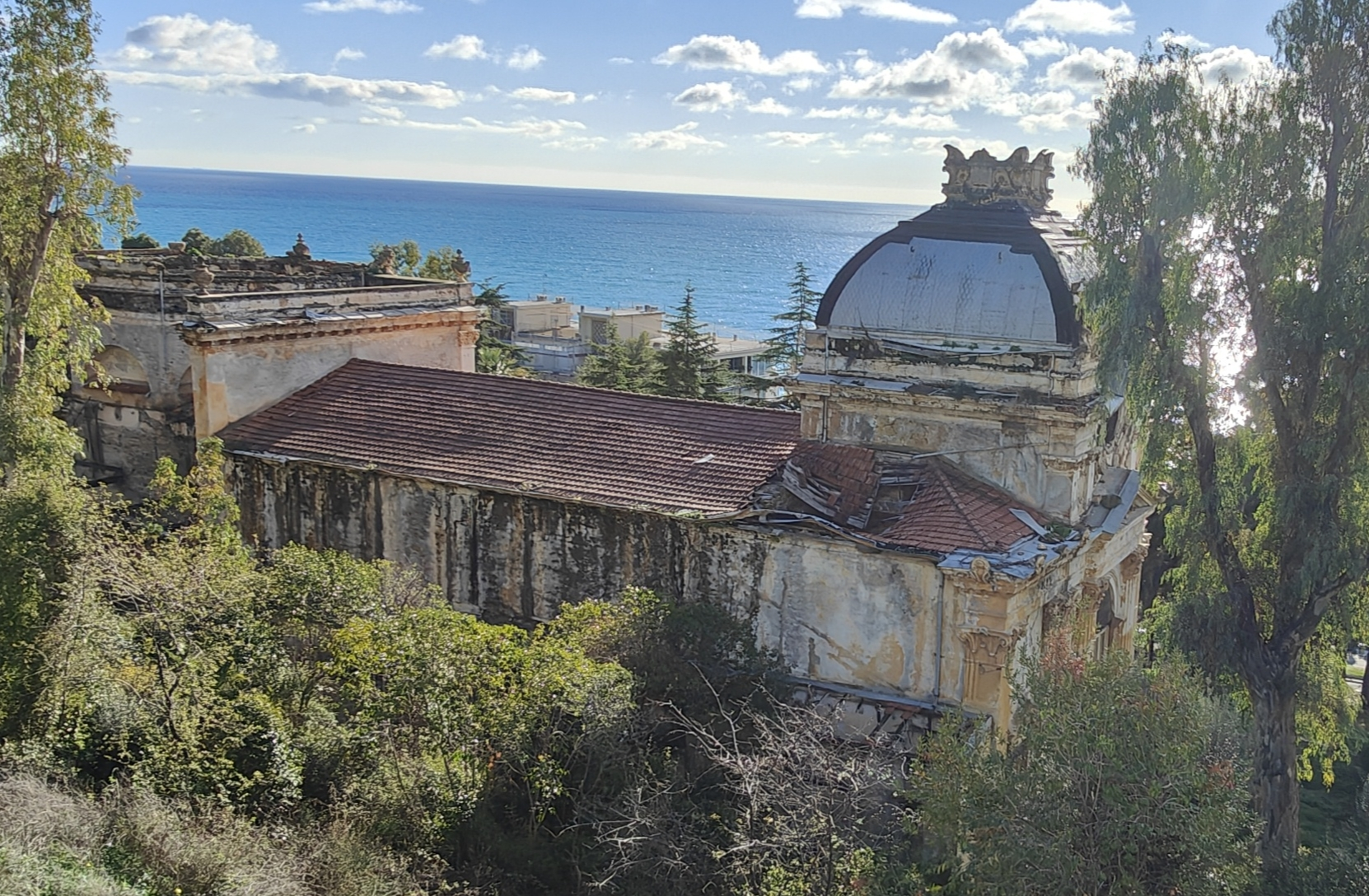
Vista da via Cavour
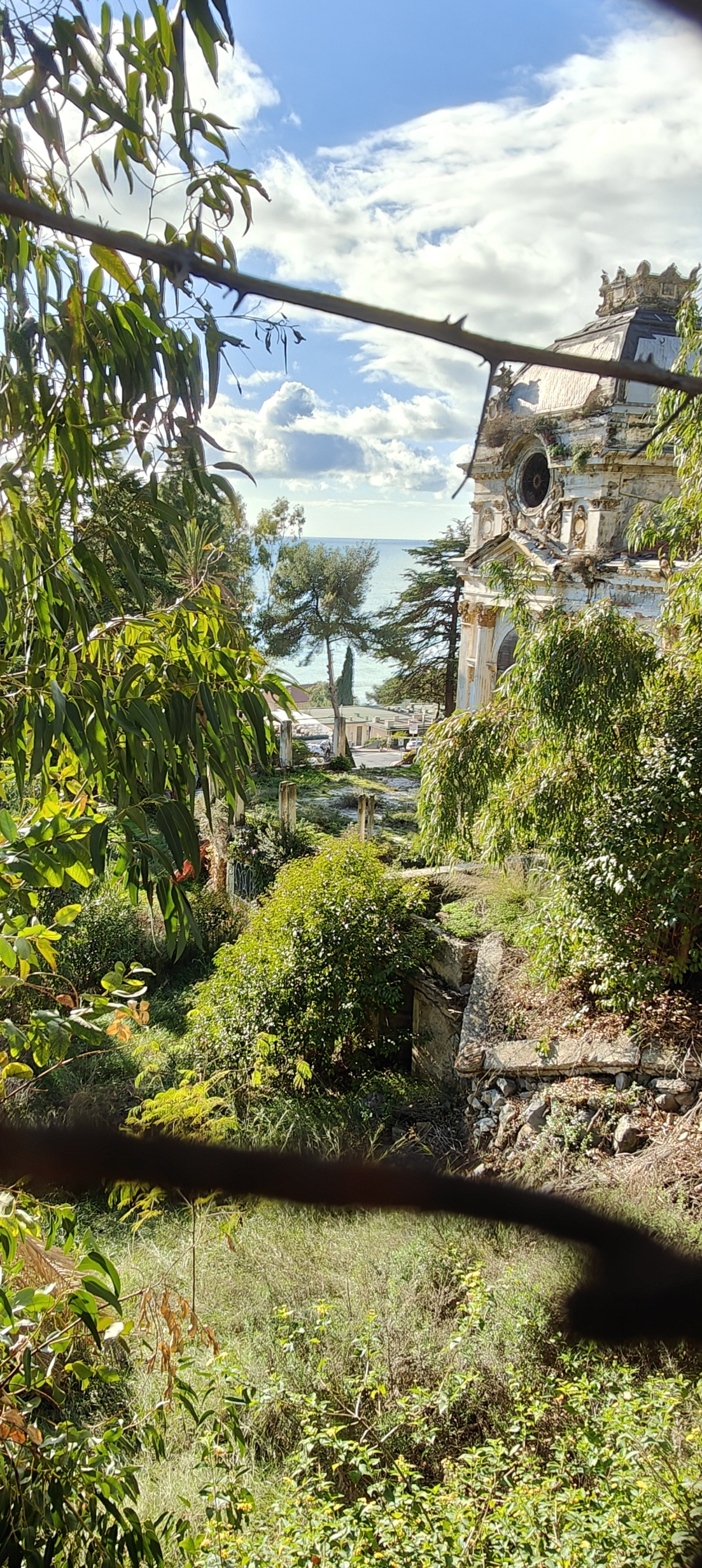
Vista da un altro lato, da via Cavour